# (4532) Copland
Pour les articles homonymes, voir Copland.
(4532) Copland est un astéroïde de la ceinture principale.

## Description
(4532) Copland est un astéroïde de la ceinture principale, découvert le 15 avril 1985 par Edward Bowell à la station Anderson Mesa de l'observatoire Lowell (Arizona).
Il est nommé d'après le compositeur de musique américain Aaron Copland.